# One Beer
One Beer (englisch Ein Bier) ist ein Lied des US-amerikanischen Country-Sängers Hardy. Es erschien am 13. September 2019 als erste Single seines ersten Mixtapes Hixtape, Vol. 1 und ist auch auf seinem Debütalbum A Rock zu hören. 

## Inhalt
One Beer ist ein Countrysong, der von Hardy (bürgerlich Michael Wilson Hardy) mit Hillary Lindsey und Jake Mitchell geschrieben wurde. Der Text ist in englischer Sprache verfasst. One Beer ist 2:53 Minuten lang, wurde in der Tonart D-Dur geschrieben und weist ein Tempo von 186 BPM auf. Produziert wurde das Lied von Joey Moi und Derek Wells. Das Lied erzählt die Geschichte, wie ein einziges Bier zu einer außerehelichen Schwangerschaft und einer Schrotflinten-Hochzeit führt. Auch wenn die Schicksalswendung dazu führt, dass die Eltern ihre Lebensplanung ändern müssen, führt die Familie ein glückliches Leben zu dritt. 
Ursprünglich sollte das Lied für einen anderen Künstler geschrieben werden. Kurz nachdem Hardy das Lied zu seinem Verlag schickte, erhielt er einen Anruf seines Managers, der ihn fragte, warum er das Lied nicht zu ihm geschickt hätte, weil das Lied ein Hit wäre. Daraufhin entschloss sich Hardy, das Lied selbst zu singen. Dabei singt er die Strophen als eine Art Geschichtenerzähler. Für den Refrain wollte er eine Sängerin und einen Sänger, die für die beiden Protagonisten der Geschichte stehen. Der Text enthält eine Variante des Kinderreims K-I-S-S-I-N-G.

## Musikvideo
Für das Lied wurde in Watertown (Tennessee) ein Musikvideo bei dem Justin Clough Regie führte. Ein 17-jähriges Mädchen schließt sich auf der Toilette ein und stellt fest, dass ihr Schwangerschaftstest positiv ist. Zusammen mit ihrem Freund ziehen sie ihren Sohn auf, der davon träumt, als Erwachsener als Feuerwehrmann zu arbeiten, was auch in Erfüllung geht. Als sein Elternhaus abbrennt rettet er seiner Mutter das Leben.

## Rezeption

### Rezensionen
Erica Zisman vom Onlinemagazin Country Swag beschrieb One Beer in ihrer Rezension von Hixtape, Vol. 1 als „das ergreifendste einer Kollektion von Liedern“.

### Chartplatzierungen
| ChartsChartplatzierungen               | Höchstplatzierung | Wochen |
| -------------------------------------- | ----------------- | ------ |
| Vereinigte Staaten (Billboard)         | 33 (25 Wo.)       | 25     |
| Vereinigte Staaten (Billboard Country) | 4 (49 Wo.)        | 49     |

### Auszeichnungen für Musikverkäufe
| Land/Region               | Auszeichnungen für Musikverkäufe (Land/Region, Auszeichnung, Verkäufe) | Verkäufe  |
| ------------------------- | ---------------------------------------------------------------------- | --------- |
| Kanada (MC)               | 3× Platin                                                              | 240.000   |
| Vereinigte Staaten (RIAA) | 4× Platin                                                              | 4.000.000 |
| Insgesamt                 | 7× Platin ·                                                            | 4.240.000 |